# (3572) Leogoldberg
(3572) Leogoldberg ist ein Asteroid des Hauptgürtels, der am 28. Oktober 1954 vom Indiana Asteroid Program am Goethe-Link-Observatorium (IAU-Code 760) in Brooklyn im US-amerikanischen Bundesstaat Indiana entdeckt wurde.
Er wurde am 28. Oktober 1957 nach dem US-amerikanischen Astronomen Leo Goldberg (1913–1987) benannt, der von 1946 bis zu seiner Pensionierung 1977 in führenden Positionen an den Observatorien der University of Michigan, der Harvard University und des Kitt-Peak-Nationalobservatoriums tätig war.